# Gis-moll

Znaki chromatyczne w gamie gis-moll

Diagram akordu gis-moll dla gitary

gis-moll – gama muzyczna oparta na skali molowej, której toniką jest gis. Gama gis-moll w odmianie naturalnej (eolskiej) zawiera dźwięki: gis, ais, h, cis, dis, e, fis. W zapisie tonacji gis-moll występuje pięć krzyżyków. 
Gama gis-moll w odmianie harmonicznej (z VII stopniem podwyższonym o półton):
Gama gis-moll w odmianie doryckiej (z VI i VII stopniem podwyższonym o półton w stosunku do gamy gis-moll naturalnej):
Równoległą gamą durową jest H-dur, jednoimienną durową – Gis-dur.
Tonacja w praktyce muzycznej rzadko używana.
Nazwa gis-moll oznacza także akord, zbudowany z pierwszego (gis), trzeciego (h) i piątego (dis) stopnia gamy gis-moll.
| Akord gis-moll | Audio playback is not supported in your browser. You can download the audio file. |

Znane dzieła w tonacji gis-moll:
- Ferenc Liszt – La campanella
- Fryderyk Chopin – Etiuda op. 25 nr 6